# Tonga na Letnich Igrzyskach Paraolimpijskich 2000
Tonga na Letnich Igrzyskach Paraolimpijskich 2000 w Sydney reprezentowała jedna lekkoatletka, która nie zdobyła żadnego medalu. Był to debiut reprezentacji Tonga na igrzyskach paraolimpijskich.

## Wyniki

### Lekkoatletyka
Konkurencje techniczne
| Zawodniczka     | Konkurencja        | Finał    | Finał   | Źródło |
| Zawodniczka     | Konkurencja        | Rezultat | Miejsce | Źródło |
| --------------- | ------------------ | -------- | ------- | ------ |
| Alailupe Valeti | pchnięcie kulą F12 | 7,13 m   | 7       | [ 2 ]  |
| Alailupe Valeti | rzut dyskiem F12   | 17,90 m  | 10      | [ 3 ]  |